# Bindloss
Bindloss est un hameau (hamlet) de l'Aire spéciale No 2, situé dans la province canadienne d'Alberta.